# Derby County Football Club 1972-1973
Questa voce raccoglie le informazioni riguardanti il Derby County Football Club nelle competizioni ufficiali della stagione 1972-1973.

## Stagione
Nel 1972-1973 il Derby County partecipò alla massima divisione calcistica inglese, la First Division, da campione in carica. La formazione delle East Midlands, avrebbe dovuto disputare la Charity Shield contro il Leeds United, ma le due formazioni declinarono l'invito. A vincere il trofeo fu dunque il Manchester City, quarto classificato in campionato, che sconfisse l'Aston Villa.
Il team guidato da Brian Clough non bissò il successo dell'anno precedente. Il club giunse settimo, non ottenendo qualificazioni europee, in Fa Cup uscì al sesto turno e in League Cup al terzo. Il buon cammino in Coppa dei Campioni si interruppe in semifinale contro la Juventus che a Torino sconfisse il County 3-1, pochi giorni dopo un'accesa partita con il Leeds United.

## Maglie
Nessun cambiamento di rilievo rispetto alla stagione precedente.
| Casa | Trasferta |

## Rosa
| N. |                        | Ruolo | Calciatore      |
| -- | ---------------------- | ----- | --------------- |
|    | Inghilterra (bandiera) | P     | Colin Boulton   |
|    | Inghilterra (bandiera) | D     | Peter Daniel    |
|    | Inghilterra (bandiera) | D     | Roy McFarland   |
|    | Inghilterra (bandiera) | D     | David Nish      |
|    | Inghilterra (bandiera) | D     | Colin Todd      |
|    | Inghilterra (bandiera) | D     | Ron Webster     |
|    | Galles (bandiera)      | D     | Terry Hennessey |
|    | Inghilterra (bandiera) | C     | Willie Carlin   |

| N. |                        | Ruolo | Calciatore     |
| -- | ---------------------- | ----- | -------------- |
|    | Inghilterra (bandiera) | C     | Alan Hinton    |
|    | Inghilterra (bandiera) | C     | Steve Powell   |
|    | Scozia (bandiera)      | C     | Archie Gemmill |
|    | Scozia (bandiera)      | C     | John McGovern  |
|    | Inghilterra (bandiera) | A     | Roger Davies   |
|    | Inghilterra (bandiera) | A     | Kevin Hector   |
|    | Scozia (bandiera)      | A     | John O'Hare    |